# Френк Берсли Тејлор
Френк Берсли Тејлор (енгл. Frank Bursley Taylor; Форт Вејн, 23. новембар 1860 — Форт Вејн, 12. јун 1938) је био богати амерички геолог аматер, специјалиста за глациологију Великих језера, и чувен по предлогу (Геолошко друштво Америке) 1908 да су се континенти кретали по Земљиној површини, да је плитки регион у Атлантском океану место где су Африка и Јужна Америка некада биле спојене, и да колизија континената може довести до издизања планина.
Идеје Франка Берслија Тејлора о померању континената преузео је Алфред Вегенер у Немачкој четири године касније, али чак и са Вегенеровим опширним истраживањем ова идеја није постигла успех и признање све до 60-их када су представљени снажни докази од стране Харија Хеса, Фреда Вајна и Драмонда Метјуза. 